# Als Sogn
Als Sogn ist eine Kirchspielsgemeinde (dän. Sogn) in der Propstei Hadsund im Stift Aalborg in Dänemark. Das Gemeindegebiet gehört heute zur Mariagerfjord Kommune in der Region Nordjylland. Bis zur Kommunalreform im Jahr 2007 gehörte Als Sogn zur Hadsund Kommune im damaligen Nordjyllands Amt. Davor gehörte das Kirchspiel bis zur Kommunalreform 1970 zur Harde (dän. Herred) Hindsted im Ålborg Amt. 
Die Pfarrei Als Sogn ist nach ihrem zentralen Ort Als an der Kattegat-Küste benannt und ist nicht mit der Insel Alsen (dän. Als) in Nordschleswig zu verwechseln. 
Die Einwohnerzahl am 1. Januar 2023 betrug 1428, was fast einer Halbierung innerhalb eines Jahrzehnts entspricht (2010: 2581 Einwohner). Das Durchschnittsalter der Bewohner der Gemeinde betrug 2020 49 Jahre (ganz Dänemark: 41,8 Jahre). 
Der Großteil des Kirchspiels, das im Osten vom Kattegat und im Süden vom Mariagerfjord begrenzt wird, befindet sich auf angehobenem Meeresgrund aus dem Spätglazial. In den tiefliegenden Gebieten wechselt der Boden zwischen Kies und Sand. Ehemalige unterseeische Erhebungen wie das Gebiet, auf dem die Ortschaft Als liegt, bestehen primär aus lehmiger Erde. 